# Liste der Baudenkmäler in Trunkelsberg
Auf dieser Seite sind die Baudenkmäler in der schwäbischen Gemeinde Trunkelsberg zusammengestellt. Diese Tabelle ist eine Teilliste der Liste der Baudenkmäler in Bayern. Grundlage ist die Bayerische Denkmalliste, die auf Basis des Bayerischen Denkmalschutzgesetzes vom 1. Oktober 1973 erstmals erstellt wurde und seither durch das Bayerische Landesamt für Denkmalpflege geführt wird. Die folgenden Angaben ersetzen nicht die rechtsverbindliche Auskunft der Denkmalschutzbehörde.

## Baudenkmäler nach Ortsteilen

### Trunkelsberg
| Lage                                                                     | Objekt                                         | Beschreibung                                                                                          | Akten-Nr.     | Bild                                           |
| ------------------------------------------------------------------------ | ---------------------------------------------- | --- | ------------- | ---------------------------------------------- |
| Berger Straße 4 (Standort)                                               | Ehemaliges Jägerhaus                           | Zweigeschossiges, giebelständiges Kleinhaus mit Sattel- und Schleppdach, 17./18. Jahrhundert          | D-7-78-202-1  | BW                                             |
| Berger Straße 6 (Standort)                                               | Wagenremise                                    | Erdgeschossiger Walmdachbau, wohl 18. Jahrhundert                                                     | D-7-78-202-2  | BW                                             |
| Berger Straße 8 (Standort)                                               | Schloss                                        | Zweigeschossiger Satteldachbau mit Stufengiebel, im Kern wohl 16. Jahrhundert, Giebel 19. Jahrhundert | D-7-78-202-2  | BW                                             |
| Memminger Straße 2 (Standort)                                            | Katholische Filialkirche St. Stanislaus Kostka | Ovaler Saalbau mit Pilastergliederung, 1782, Erweiterung 1958; mit Ausstattung                        | D-7-78-202-5  | Katholische Filialkirche St. Stanislaus Kostka |
| Oberesch, ein Kilometer westlich an der Straße nach Memmingen (Standort) | Bildstock, sogenannte Friedsaul                | Hochgerichtsbarkeitsgrenze der Reichsstadt Memmingen, wohl 15. Jahrhundert                            | D-7-78-202-13 | Bildstock, sogenannte Friedsaul                |

### Geishof
| Lage                           | Objekt  | Beschreibung                                  | Akten-Nr.     | Bild    |
| ------------------------------ | ------- | --------------------------------------------- | ------------- | ------- |
| Memminger Straße 19 (Standort) | Gutshof | Zweigeschossiger Walmdachbau, 18. Jahrhundert | D-7-78-202-14 | Gutshof |